# Kalifa Cissé
Kalifa Cissé, född 9 januari 1984 i Dreux i Frankrike, är en malisk fotbollsspelare som spelar för Bangkok United i Thailand.